# Hotel Hilton Praha
Hilton Prague (původně hotel Atrium Praha) je největší hotel v Česku, nachází se na Rohanském nábřeží v pražském Karlíně. Náleží do hotelového řetězce Hilton Hotels & Resorts. 

## Popis

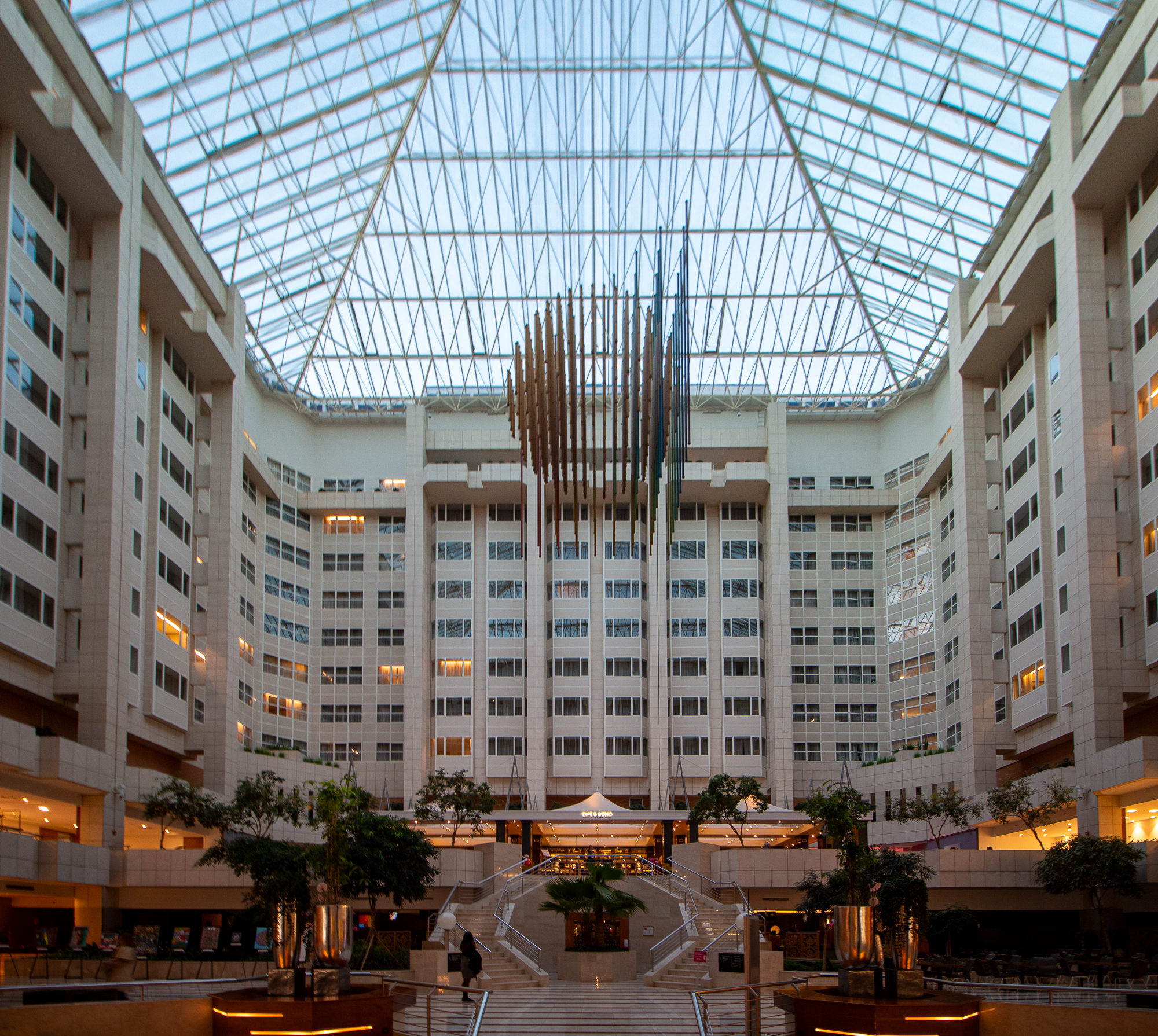
Atrium hotelu Hilton

Má 791 pokojů, 11 pater a nabízí 7 000 m² konferenčních prostor s největším konferenčním sálem pro 1500 lidí. Nachází se zde také restaurace a bar v posledním patře. Vlastníkem a provozovatelem hotelu je společnost Atrium Hotel Praha, a.s. ze skupiny PPF. Do řetězce Hilton patří také nedaleký, necelý kilometr vzdálený Hotel Hilton Staré Město (Old Town) nacházející se u Masarykova nádraží.

## Historie
Hotel nechala postavit státní společnost Čedok ve 

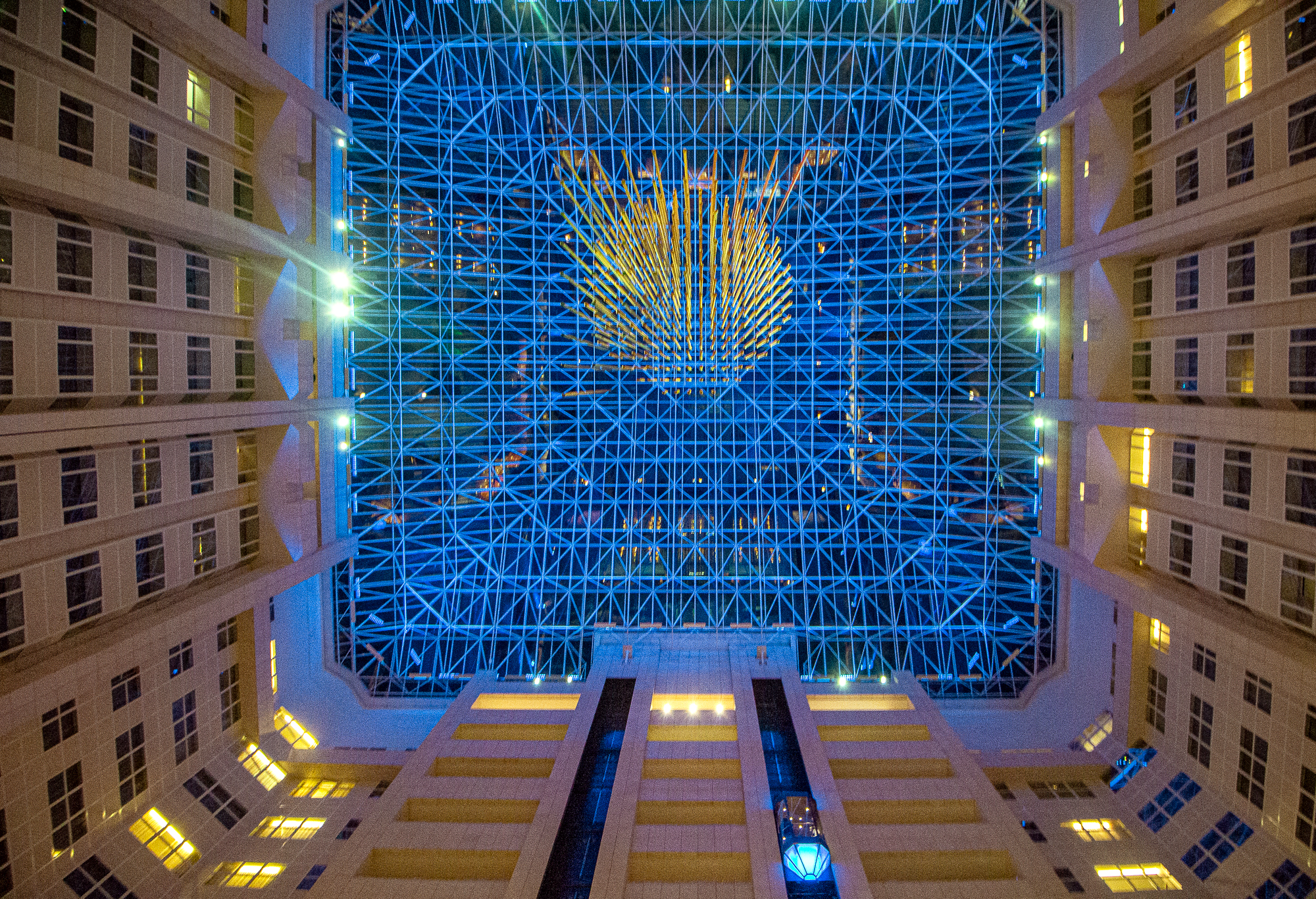
Prosklený strop atria

spolupráci s francouzskou organizací CBC Paris. Byl to jeden z prvních podniků s účastí zahraničního investora. Měl sloužit pro ubytování zahraničních delegací a hostů, především významných diplomatů a prezidentů.
Výstavba začala v druhé polovině 80. let, k dokončení došlo v roce 1991. Za architektonickým návrhem stojí architekti Stanislav Franc, Vladimír Fencl a Jan Nováček. Je třeba zmínit též architekta Karla Broma, autora původního návrhu. Původní název zněl hotel Atrium a vycházel z rozsáhlého skleněného atria, který se nachází ve středu budovy.
V roce 1991 stavbu převzal řetězec Hilton. Byli zde ubytováni američtí prezidenti Bill Clinton, George W. Bush a Barack Obama. Ze známých osobností zde přespávali například Arnold Schwarzenegger, Sean Connery, Alanis Morissette, hudební skupina Metallica, Marilyn Manson, Peter Gabriel, Tomáš Baťa mladší nebo Bill Gates.
Během povodní v roce 2002 utrpěl hotel velké škody. Aby vedení hotelu zabezpečilo stabilitu celé stavby, rozhodlo se uměle zatopit dvě nejnižší podlaží. To umožnilo hotel Hilton znovu otevřít již šest týdnů po povodních. V hotelu bylo nicméně nutné kompletně přeinstalovat technické systémy, inženýrské sítě a rekonstruovat dolní lobby i další prostory.
Od roku 2004 bylo do hotelu v rekonstrukcích investováno přes 1,4 miliardy korun. V roce 2014 byl hotel k prodeji, nebyl ale nalezen zájemce.

## Architektura
Stavba s obdélníkovým půdorysem je koncipovaná jako několik průchozích křídel, která spoluvytváří čtvercové prosklené atrium. Zvenčí připomíná kostku a záměrem stavitelů bylo, aby vnesl do Prahy atmosféru pařížské moderní čtvrti La Défense. Železobetonová konstrukce domu je překryta zavěšenou skleněnou fasádou. I přes to bývá hotel řazen mezi brutalistické stavby.